# 시마네 은행
시마네 은행(島根銀行 시마네긴코[*])은 일본의 제2지방은행이다. 시마네현을 주된 영업 지역으로 하고 있다.